# Gos esquimal canadenc

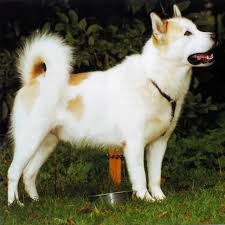
Gos esquimal canadenc

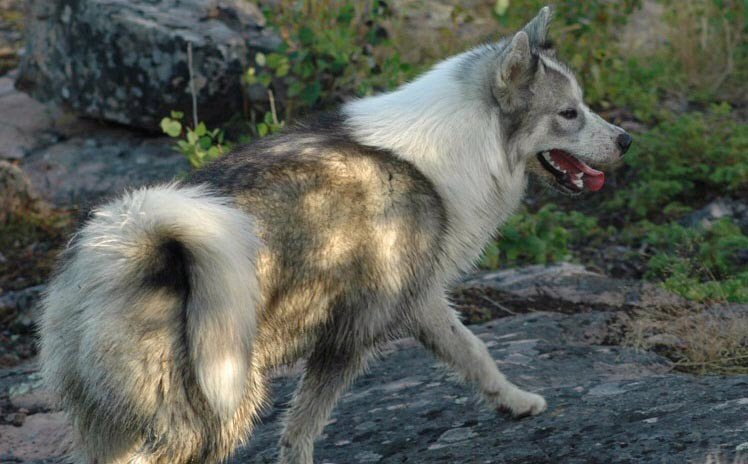
Gos esquimal canadenc

El gos esquimal canadenc és una raça de gos àrtica originària del Canadà, considerada sovint la més antiga d'Amèrica del Nord i el més rar pedigrí que es conserva de canins domèstics d'indígenes. Altres noms inclouen "qimmiq" (terme inuit que vol dir "gos") o el considerat més políticament correcte gos inuit canadenc. Encara que antigament van ser el mètode de transport preferit dels inuits a l'Àrtida canadenca, els equips de gossos de treball tradicionals es van tornar cada vegada més rars al nord després de la dècada de 1960, quan les motoneus es van fer més populars, sent aquestes més ràpides i eficients.
Avui en dia molts habitants del nord prefereixen utilitzar la més ràpida, encara que menys resistent, raça husky d'Alaska, fent encara menor la popularitat i disminuint les oportunitats de supervivència dels cada vegada més rars gossos esquimals canadencs.

## Descripció
El gos esquimal canadenc sempre ha de ser d'aspecte fornit, atlètic i imponent. Ha de ser de "físic poderós" donant la impressió que no està construït per a la velocitat, sinó més aviat per al treball dur. Com és típic de les races de gos de Pomerània, té orelles erectes, de forma triangular i una cua pesadament emplomallada que es realitza a través de la seva esquena. Els mascles han de ser clarament més masculins que les femelles, que són més fines d'ossos, més petits i, sovint tenen una capa lleugerament més curta.
La seva similitud superficial amb els llops es va observar amb freqüència pels exploradors durant l'expedició miera de 1819-1822. Van assenyalar que les orelles dels gossos esquimals que van trobar van ser similars als dels llops americans, i a les seves potes davanteres li faltava el punt negre per sobre del canell característica dels llops europeus. La manera més segura de distingir les dues espècies es deia que era a través de la longitud i la posició de la cua, més curta i més corba en el gos.

### Pelatge i color
El pèl és molt espès i dens, amb un subpèl suau, no rígid i aspre. El gos esquimal té una pell més gruixuda al voltant del seu coll, la qual cosa és bastant impressionant en els mascles i afegeix una il·lusió de volum addicional. Aquesta cabellera és menor en les femelles. Els gossos esquimals poden ser gairebé de qualsevol color, i no un patró particular. Gossos blanc sòlid es veuen sovint, així com els gossos de color blanc amb taques d'un altre color al cap o, en el cos i el cap. Gossos de color negre o platejat són comuns també. Molts dels gossos de color blanc sòlids tenen com una màscara o marques a la cara, de vegades amb taques sobre els ulls.

### Mida
La mida dels gossos esquimals del Canadà depèn del seu sexe. Els mascles pesen entre 30 i 40kg, i poden tenir una alçada de 58-70 cm fins a l'espatlla. Les femelles pesen entre 18 i 30 kg, i fan 50-60cm.